# مراد زمالي
مراد زمالي ، من مواليد 16 نوفمبر 1961 هو سياسي جزائري . من مايو 2017 ، إلى 31 مارس 2019 وزير العمل والتشغيل والضمان الاجتماعي الجزائري  ،.

## سيرة

### التكوين
مراد زمالي حاصل على شهادة في الهندسة المعمارية حصلت عليها عام 1987 من جامعة وهران.

### مهنة
قبل أن يصبح وزيرا، شغل مراد زمالي عدة مناصب، بما في ذلك مدير المشروع في الشركة الجزائرية اليابانية المشتركة ERCO / KAJIMA (1991-1992) ، ثم مدير المشروع CNEP-Immo في وهران (1992). حتى عام 2001) ، شغل منصب المدير العام لشركة URM / OPGI (وهران) من 2001 إلى 2005 ، ثم المدير الإقليمي لـ AADL (وهران) من 2005 إلى 2006 ، قبل تعيينه مديراً عاماً لشركة Caisse nationale des إجازات مدفوعة الأجر وبطالة سيئة للأحوال الجوية في قطاعات البناء والأشغال العامة والهيدروليكا (CACOBATPH) من 2006 إلى 2011 ، وأيضًا المدير العام للوكالة الوطنية لدعم تشغيل الشباب (ANSEJ) من 2011 إلى 2017  للحكومة عبد المجيد طبون .

### المسار السياسي
في مايو 2017 ، عيّنه رئيس الجمهورية الجزائرية عبد العزيز بوتفليقة وزير العمل والتشغيل والضمان الاجتماعي  ،.
تم إعادة تعيينه في هذا المنصب خلال تعديل وزاري في أغسطس 2017 في حكومة أويحي العاشرة.
في يوليو 2017 ، عين محمد محمودي لرئاسة الصندوق الوطني الجزائري للتأمين ضد البطالة (CNAC).